# ۸میلی‌متری (فیلم)
۸میلی‌متری (به انگلیسی: 8mm) فیلمی است محصول سال ۱۹۹۹ به کارگردانی جوئل شوماخر. در این فیلم بازیگرانی همچون نیکلاس کیج، واکین فینیکس، جیمز گاندولفینی، پیتر استورماره، آنتونی هیلد و کریس باوئر ایفای نقش کرده‌اند.
این فیلم در ایران بر روی ویدئو سی‌دی (VCD) توسط مؤسسه تصویر دنیای هنر با دوبله پارسی و تحت عنوان
۸میلیمتری در اواخر سال ۱۳۸۴ منتشر شد. دوبله فیلم را نیز همین مؤسسه عهده‌دار بوده است.

## خلاصه داستان
همسر یک مرد ثروتمند به نام کریستین پس از مرگ شوهرش در خانه یک فیلم ۸ میلی‌متری پیدا می‌کند که نحوه قتل فجیع یک دختر جوان و تکه‌تکه شدن او با چاقو در آن است او کارآگاه خصوصی به نام تام ولس (نیکلاس کیج) را استخدام می‌کند تا دلیل وجود این فیلم را پیدا کند.
تام پس از تحقیقات متوجه می‌شود این فیلم به سفارش کریستین به یک گروه فیلم‌سازی زیر زمینی ساخته شده و برای آن ۱ میلیون دلار پول پرداخت شده اما بخش زیادی از این پول را مباشر/وکیل کریستین برای خودش نگه داشته و به این گروه نداده، در یک درگیری بین تام ولس و این گروه فیلمبرداری او مجبور می‌شود فیلم را در اختیار آن‌ها قرار دهد، آن‌ها فیلم را نابود می‌کنند و تام موفق به فرار می‌شود.
خانم کریستیان هم که می‌فهمد این فیلم به سفارش شوهر او ساخته شده خودکشی می‌کند تام که هیچ شاهد و مدرکی برای محکوم کردن مجرمان ندارد تصمیم می‌گیرد خودش انتقام بگیرد و در پایان او موفق می‌شود تمام سازندگان فیلم را بکشد.

## بازیگران
- نیکلاس کیج در نقش تام ولس
- واکین فینیکس در نقش ماکس کالیفرنیا
- جیمز گاندولفینی در نقش ادی پولی
- پیتر استورماره در نقش تیم دینو ولوت
- آنتونی هیلد در نقش دانیل لانگدیل
- کریس باوئر در نقش جورج آنتونی هیگینز/ماشین
- کاترین کینر در نقش امی ولس
- نورمن ریداس در نقش وارن اندرسون